# Княже (заповідне урочище)
Кня́же — заповідне урочище в Україні. Розташоване в межах Хорольського району Полтавської області, поруч з північно-західною околицею села Березняки. 
Площа 23 га. Статус присвоєно згідно з рішенням облради від 20.12.1993 року. Перебуває у віданні ДП «Лубенський лісгосп» (Хорольське л-во, кв. 29). 
Статус присвоєно для збереження природного комплексу на лівобережній заплаві річки Сула. Переважають луки і заболочені ділянки колишніх стариць Сули, є кілька розріджених перелісків (осока, вільха).